# Baron Damory
Baron Damory (auch d’Amory oder d’Amorie) war ein erblicher britischer Adelstitel, der zweimal in der Peerage of England verliehen wurde.

## Verleihungen
Der Titel wurde erstmals am 24. November 1317 für Sir Roger Damory geschaffen, indem dieser von König Eduard II. durch Writ of Summons ins englische Parlament berufen wurde. Er rebellierte 1321 im Despenser War gegen den König und wurde dafür 1322 als Verräter verurteilt. Der Titel war damit verwirkt.
Am 3. Dezember 1326 wurde der Titel für Sir Richard Damory, den älteren Bruder des Barons erster Verleihung, neu geschaffen, indem Eduard II. diesen durch Writ of Summons ins Parlament berief. Der Titel ruht seit dem Tod von dessen Sohn, dem 2. Baron, am 29. März 1375 und ist vermutlich erloschen.

## Liste der Barone Damory

### Barone Damory, erste Verleihung (1317)
- Roger Damory, 1. Baron Damory († 1322) (Titel verwirkt 1322)

### Barone Damory, zweite Verleihung (1326)
- Richard Damory, 1. Baron Damory († 1330)
- Richard Damory, 2. Baron Damory († 1375)